# Víktor Vasnetsov
Víktor Vasnetsov (rus: Васнецов, Виктор Михайлович)  (Lopyal, 3 de maig de 1848 (Julià) - Moscou, 23 de juliol de 1926), nom complet amb patronímic Víktor Mikhàilovitx Vasnetsov, fou un pintor rus que es va especialitzar en temes mitològics i històrics. Va perfeccionar el seu art a Sant Petersburg i es va dedicar a il·lustrar contes russos i bilini (poemes èpics). Fou el germà gran del també artista Apol·linari Vasnetsov

## Biografia

### Infantesa (1848-1858)
Viktor Vasnetsov va néixer en un poblet remot anomenat Lopial de la gubèrnia de Viatka el 1848, i fou el segon de sis fills. El seu pare, Mikhaïl Vassílievitx Vasnetsov, conegut per les seves inclinacions filosòfiques, va ser membre del sacerdoci i del dictat d'estudiosos de les ciències naturals i l'astronomia. El seu avi fou un pintor d'icones. Dos dels tres fills de Mikhaïl Vasnetsov, Víktor i Apol·linari, es van convertir en pintors notables, el tercer va esdevenir mestre d'escola. Va ser a Lopial on Víktor va començar a pintar, sobretot paisatges i escenes de la vida del poble. Recordant la seva infància en una carta a Vladímir Stàssov, Vasnetsov va comentar que "havia viscut amb els nens camperols i els agradava, no com un naródnik, sinó com un amic".

### Viatka (1858-1867)
Des de l'edat de deu anys, Víktor va estudiar en un seminari a Viatka; cada estiu s'estava amb la seva família a un poble ric mercader de Riàbovo. Durant els seus anys de seminari, va treballar per a un botiguer local d'icones. Ell també va ajudar a un artista exiliat polonès, Michał Elwiro Andriolli, per executar frescos de la catedral d'Alexandre Nevski de Viatka.
Després de graduar-se del seminari, Víktor va decidir traslladar-se a Sant Petersburg per estudiar art. Va subhastar les seves pintures de La recol·lectora i La munyidora (ambdós del 1867) per tal de recaptar diners necessaris per al viatge a la capital russa.

### Sant Petersburg (1867-1876)

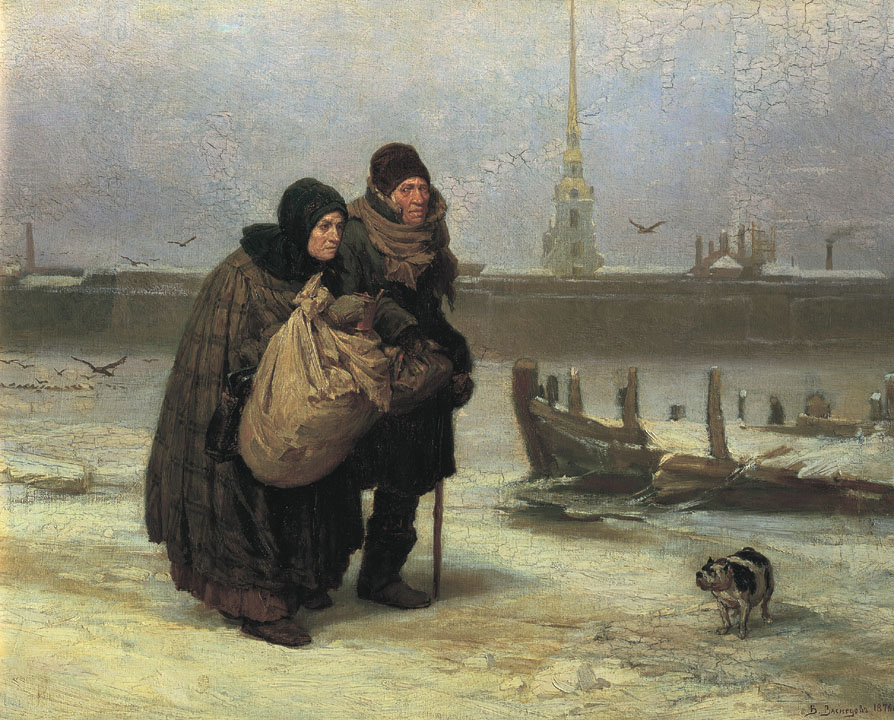
Mudança, 1876

A l'agost 1867, Víktor va entrar a l'Acadèmia Imperial de les Arts. Tres anys més tard, el moviment peredvíjniki de pintors realistes es va rebel·lar contra l'academicisme.
Vasnetsov es va fer amic del seu líder Ivan Kramskoi, i es referia a ell com el seu mestre. També es va convertir en amic íntim del seu company d'estudis Ilià Repin.
És irònic, però, que Víktor, el nom s'associa amb quadres històrics i mitològics, al principi evitava aquests temes de totes totes. Per la seva composició gràfica de Crist i Ponç Pilat davant del poble, l'Acadèmia li va atorgar una petita medalla de plata.
A principis de la dècada de 1870 va executar una gran quantitat de gravats que representen la vida contemporània. Dos d'ells (Llibreter Provincial de 1870 i Un noi amb una ampolla de vodka de 1872) li va valer una medalla de bronze a l'Exposició universal de Londres (1874).
En aquest període també va començar a produir pintures de gènere en oli. Aquestes peces, com ara Camperols cantant (1873) i Mudança (1876) van ser molt ben rebut pels cercles democràtics de la societat russa.

### París (1876-1877)
En 1876 Repin va convidar Vasnetsov a unir-se a la colònia Peredvíjniki a París. Mentre vivia a França, Víktor va estudiar la pintura clàssica i contemporània, academicista i impressionista per igual. En aquest període, va pintar Acròbates (1877), va produir impressions, i va exposar algunes de les seves obres al Saló de París. Va ser a París que va quedar fascinat amb temes de contes de fades; va començar a treballar a Ivan Tsarévitx en el Llop Gris i L'ocell de foc. Vasnetsov va ser un model per a Sadkó en la pintura famosa de Repin Sadkó en el regne subaquàtic. El 1877 va tornar a Moscou.

### Moscou (1877-1884)

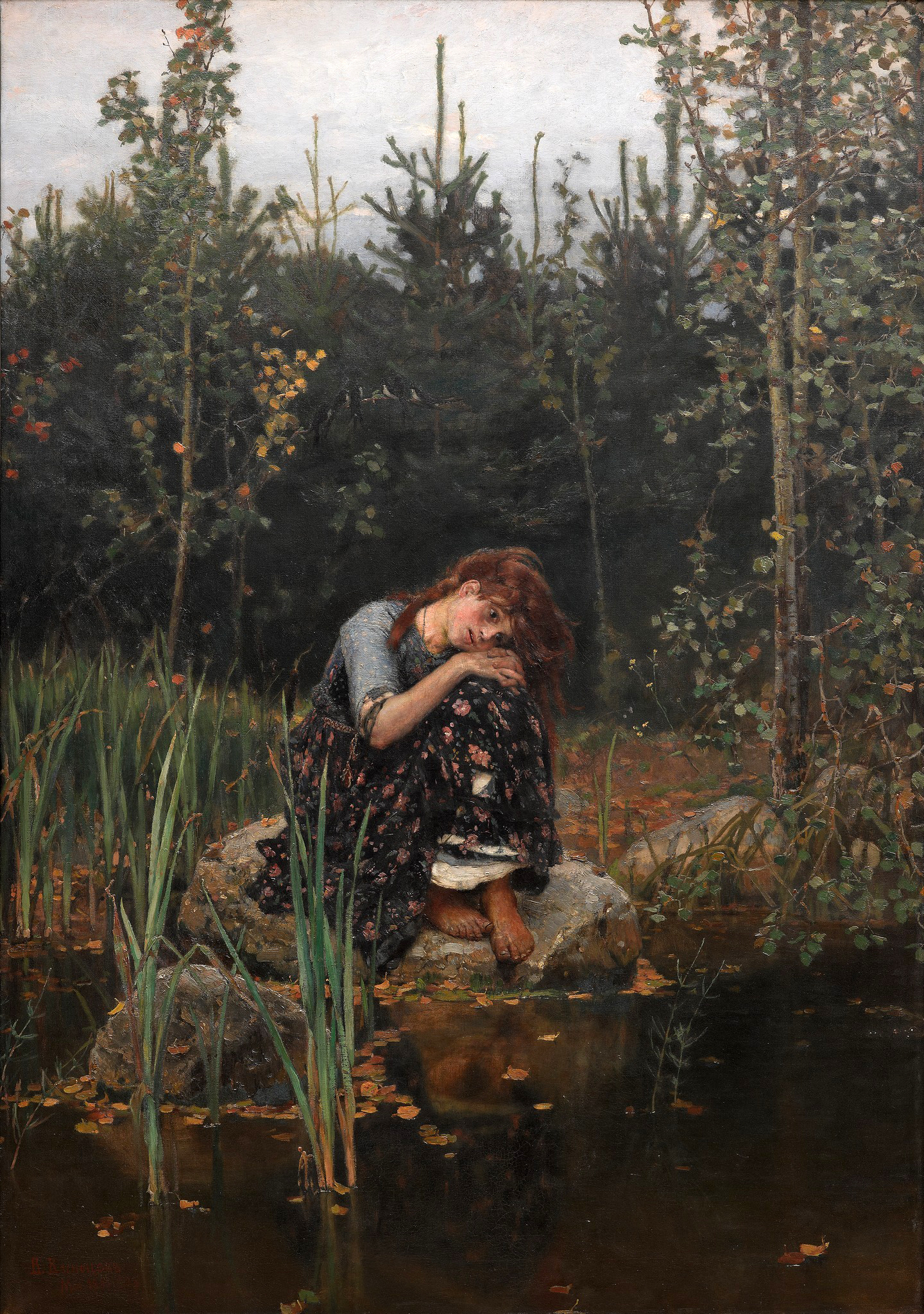
Aliónuixka, 1881

A finals de la dècada de 1870 Vasnetsov es concentra en il·lustrar contes de fades russos i bilines, i en l'execució d'algunes de les seves obres més conegudes: Cavaller en la cruïlla (1878), El camp de batalla del príncep Ígor (1878), Tres tsarevnes del Regne Subterrani (1879–1881), La catifa màgica (1880), i Aliónuixka (1881).
Aquestes obres no van ser apreciats en el moment en què van aparèixer. Molts crítics radicals els van descartar com un debilitament dels principis del realisme dels peredvíjniki. Fins i tot com coneixedors prominents com Pàvel Tretiakov es van negar a comprar-los. La moda de la pintura de Vasnetsov es propagaria en la dècada del 1880, quan es va tornar als temes religiosos i va executar una sèrie d'icones per a la finca d'Abràmtsevo del seu patró Savva Màmontov.

### Kíev 1884-1889
En 1884-1889 Vasnetsov va ser comissionat per pintar frescos en la Catedral de Sant Vladimir de Kíev. Aquest era un treball desafiant que anava en contra de les tradicions russes i occidentals de pintures religioses. L'influent crític d'art Vladímir Stàssov el va etiquetar com una obra sacrílega amb els sentiments religiosos del poble rus. Un altre crític popular, Dmitri Filossófov, es va referir a aquests frescos com "el primer pont sobre el golf de 200 anys d'antiguitat que separa les diferents classes de la societat russa". Mentre vivia a Kíev, Vasnetsov es va fer amic de Mikhaïl Vrúbel, que també participà en la decoració de la catedral. Mentre treballaven junts, Vasnetsov va ensenyar l'artista més jove molt. Va ser a Kíev on Vasnetsov finalment va acabar Ivan Tsarévitx en el Llop Gris i va començar la seva pintura més famosa, els Bogatirs.
El 1885 el pintor va viatjar a Itàlia. Aquest mateix any va treballar en escenografies i vestuari per a l'òpera La donzella de neu de Nikolai Rimski-Kórsakov.

### Darrers anys (1890-1926)

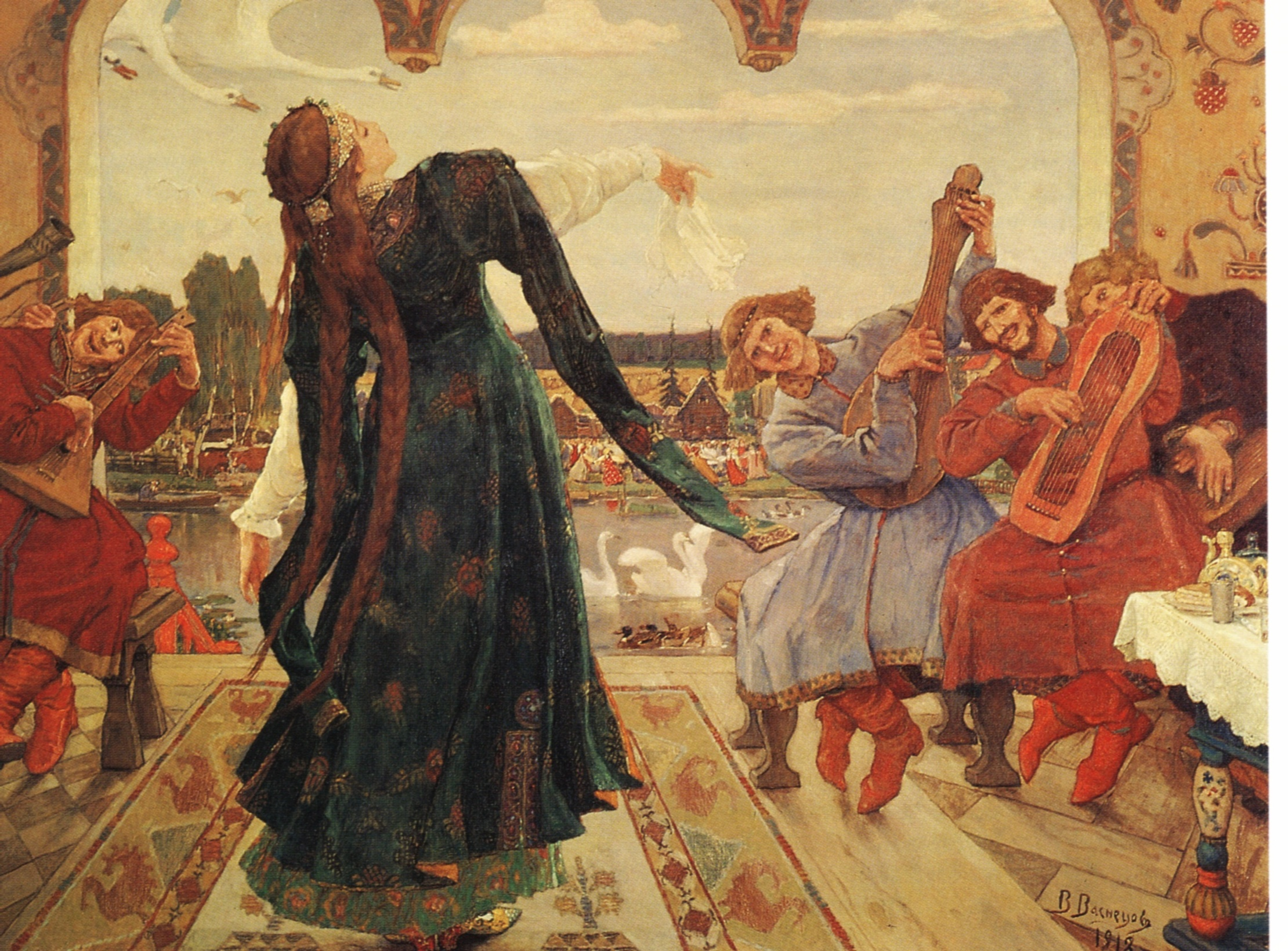
La tsarevna granota, 1918

Les dues dècades següents van ser productives per a Vasnetsov, però la major part de les seves pintures posteriors van ser percebudes com d'importància secundària. Es va atansar cada vegada més a altres camps durant aquest període. El 1897 va col·laborar amb el seu germà Apol·linari en el disseny teatral d'un altra estrena de Rimski-Korsákov, Sadkó.
Al tombant del segle, Vasnetsov va elaborar el seu segell distintiu a l'estil "conte de fades" del revival arquitectònic rus. El seu primer i aclamat disseny fou una església a Abràmtsevo (1882), executada conjuntament amb Vassili Polénov. El 1894, va dissenyar la seva pròpia mansió a Moscou. A continuació, el 1898, el pavelló rus de l'Exposició Universal de París. Finalment, el 1904, Vasnetsov dissenyà el més conegut dels seus edificis de "contes de fades" - la Galeria Tretiakov.
Entre 1906 i 1911, Vasnetsov va treballar en el disseny dels mosaics de la Catedral de Sant Alexandre Nevski de Varsòvia; també va participar en el disseny de Catedral de Sant Alexandre Nevski de Moscou.

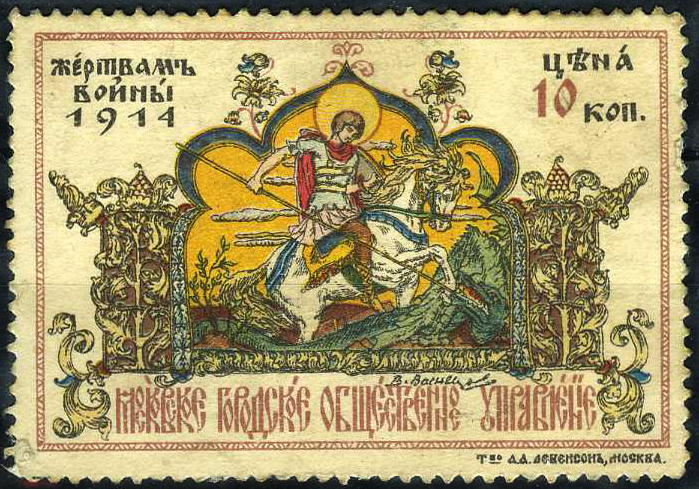
Un timbre fiscal de Rússia, 1914

El 1912, se li va donar un títol nobiliari pel tsar Nicolau II de Rússia. El 1914, va dissenyar un timbre fiscal destinat a la recaptació voluntària per a les víctimes de la Primera Guerra Mundial
Fins i tot abans de la Revolució Russa, Vasnetsov va esdevenir actiu com a regent d'aquesta galeria. Va assignar una part important dels seus ingressos al Museu Estatal d'Història, de manera que una gran part de la col·lecció del museu va ser adquirida amb diners de Vasnetsov. Després de la Revolució d'Octubre va advocar per la remoció (i trasllat) d'algunes de les pintures religioses (en particular les d'Aleksandr Ivànov) de les esglésies a la Galeria Tretiakov.
El 1918 Vasnetsov va participar en el disseny d'un uniforme militar del recentment fundat Exèrcit Roig. A Vasnetsov se li atribueix la creació de la budiónovka (inicialment anomenada bogatirka), un barret militar que reprodueix l'estil dels elms de l'antiga Rus en forma de con.

## Llegat
Un planeta menor 3586 Vasnetsov, descobert per l'astrònoma soviètica Liudmila Juravliova el 1978 porta el nom de Víktor Vasnetsov i Apol·linari Vasnetsov.
En la pel·lícula Elizabeth: l'edat d'or, la pintura de Vasnetsov d'Ivan el Terrible es presenta anacrònicament com si ja existís en vida del tsar, i com si hagués estat enviada per Ivan a Anglaterra quan ell ofereix casar-se amb la reina Elisabet I d'Anglaterra.

## Galeria

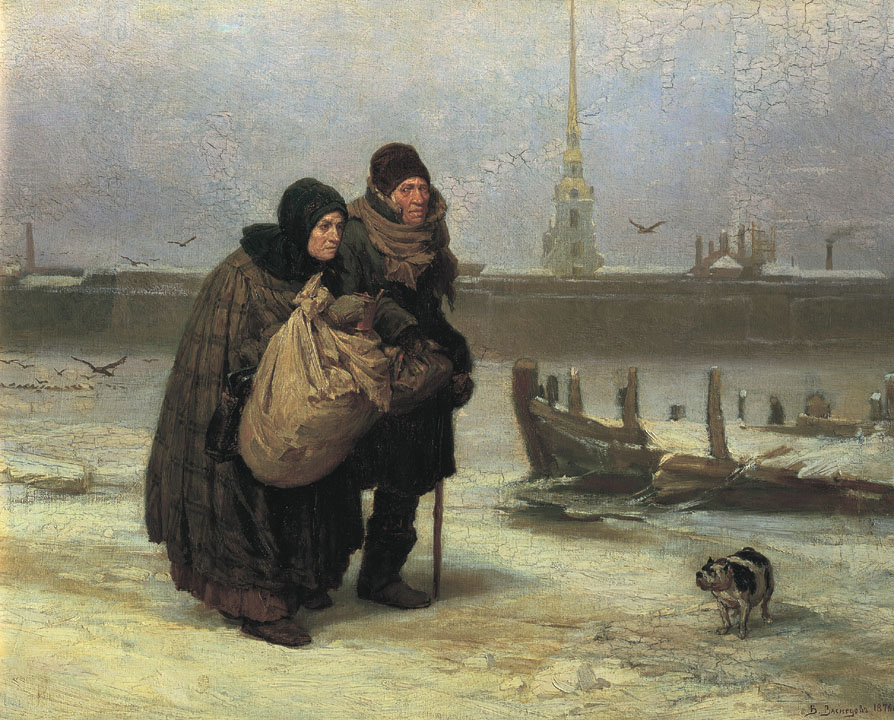
La mudança. 1876
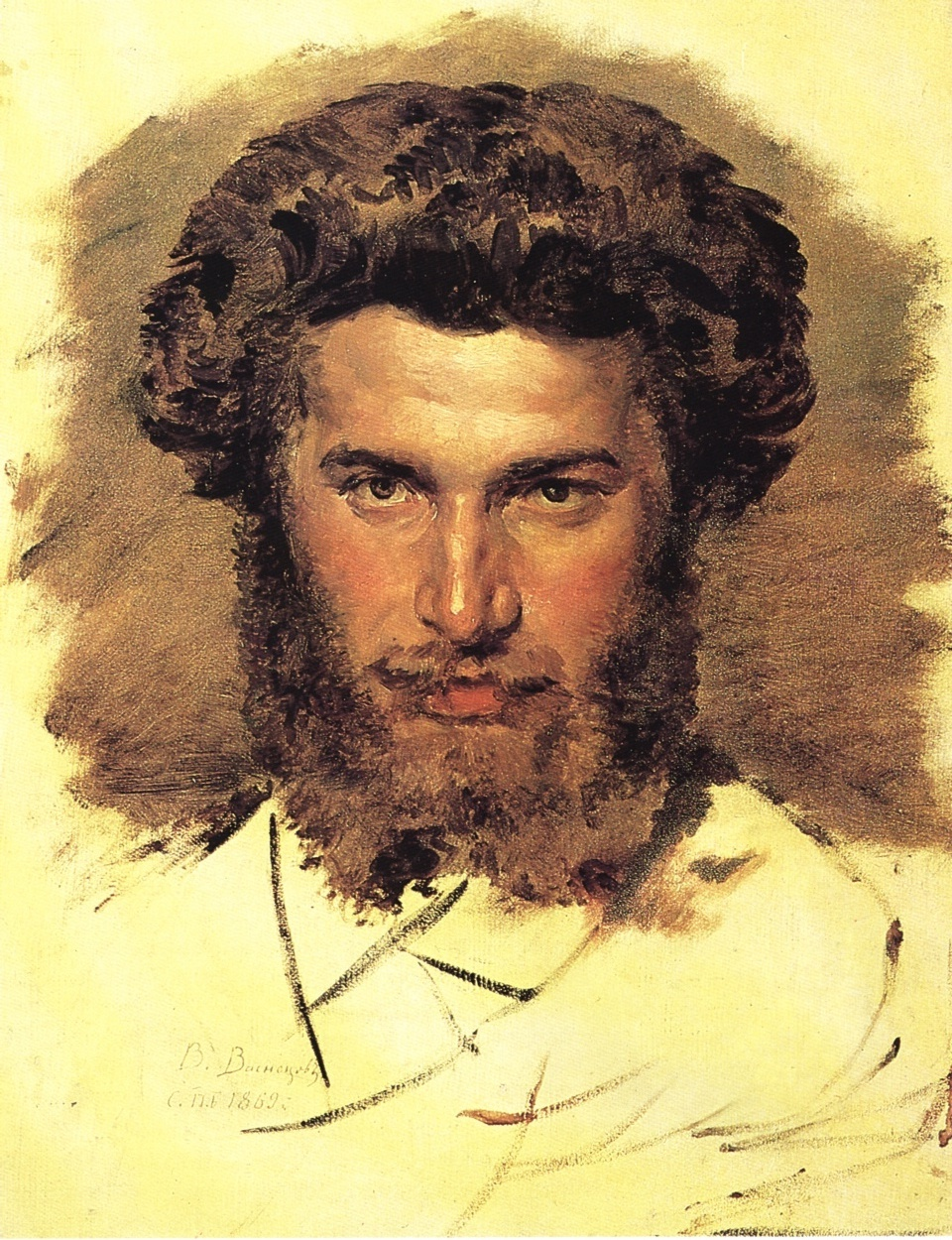
Retrat d'Arkhip Kuïndji. 1869
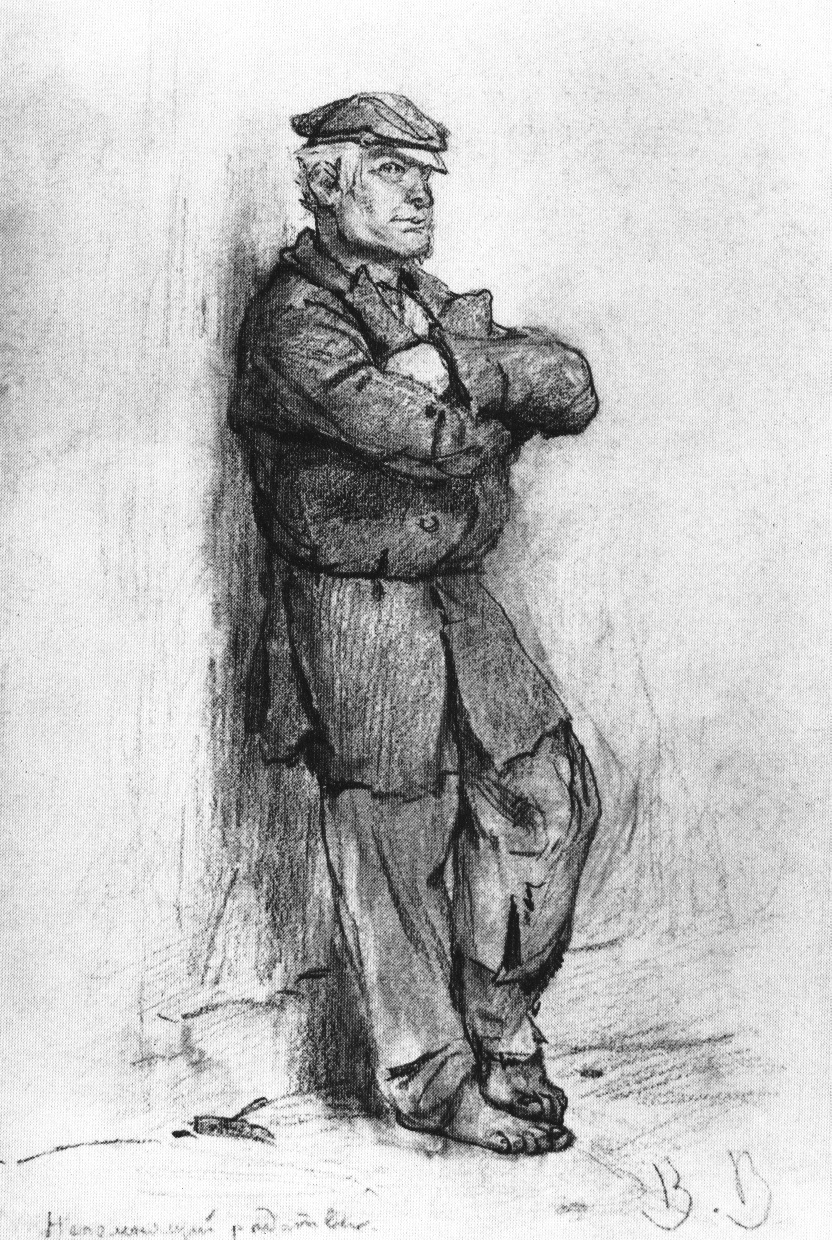
Sense lligams familiars (Непомнящий родства). 1871
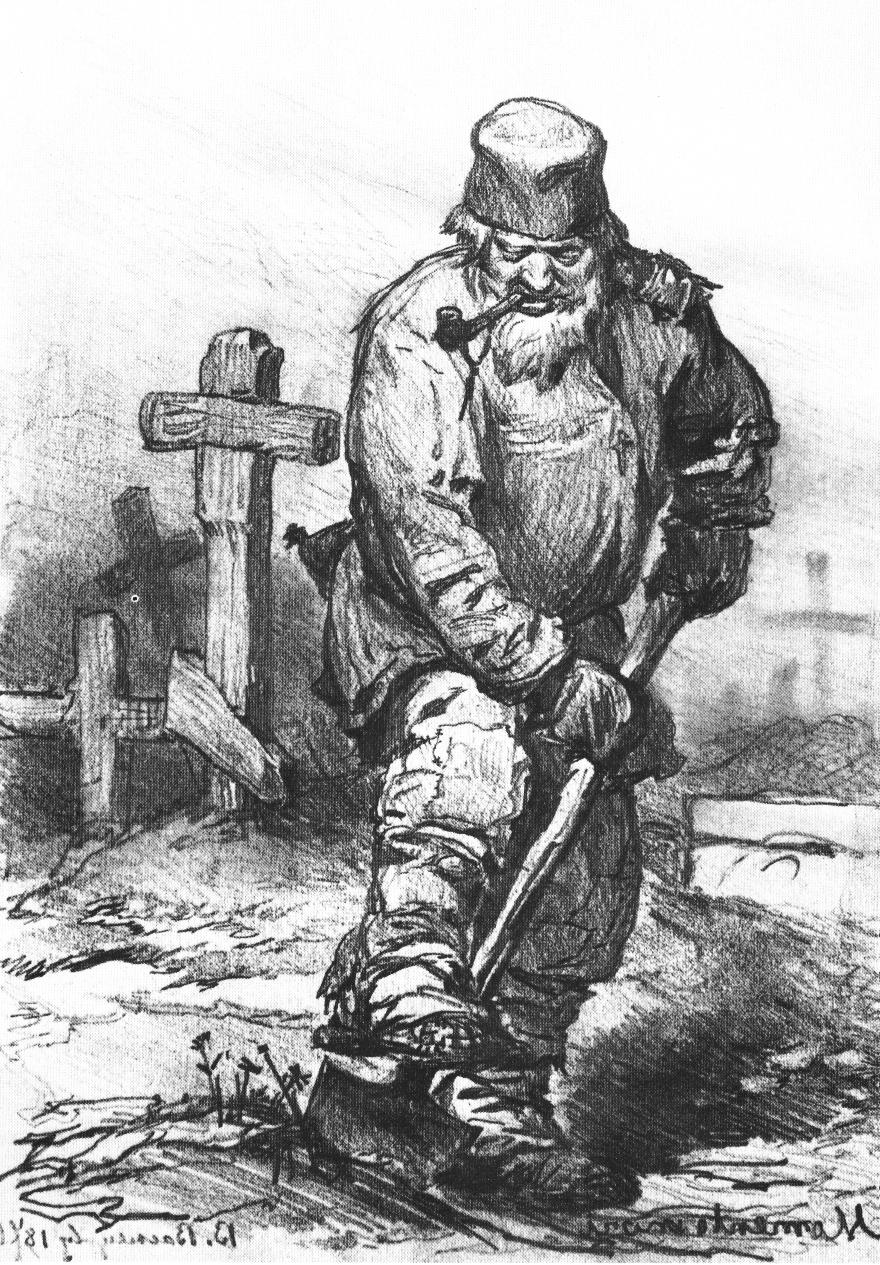
L'Enterramorts. 1871
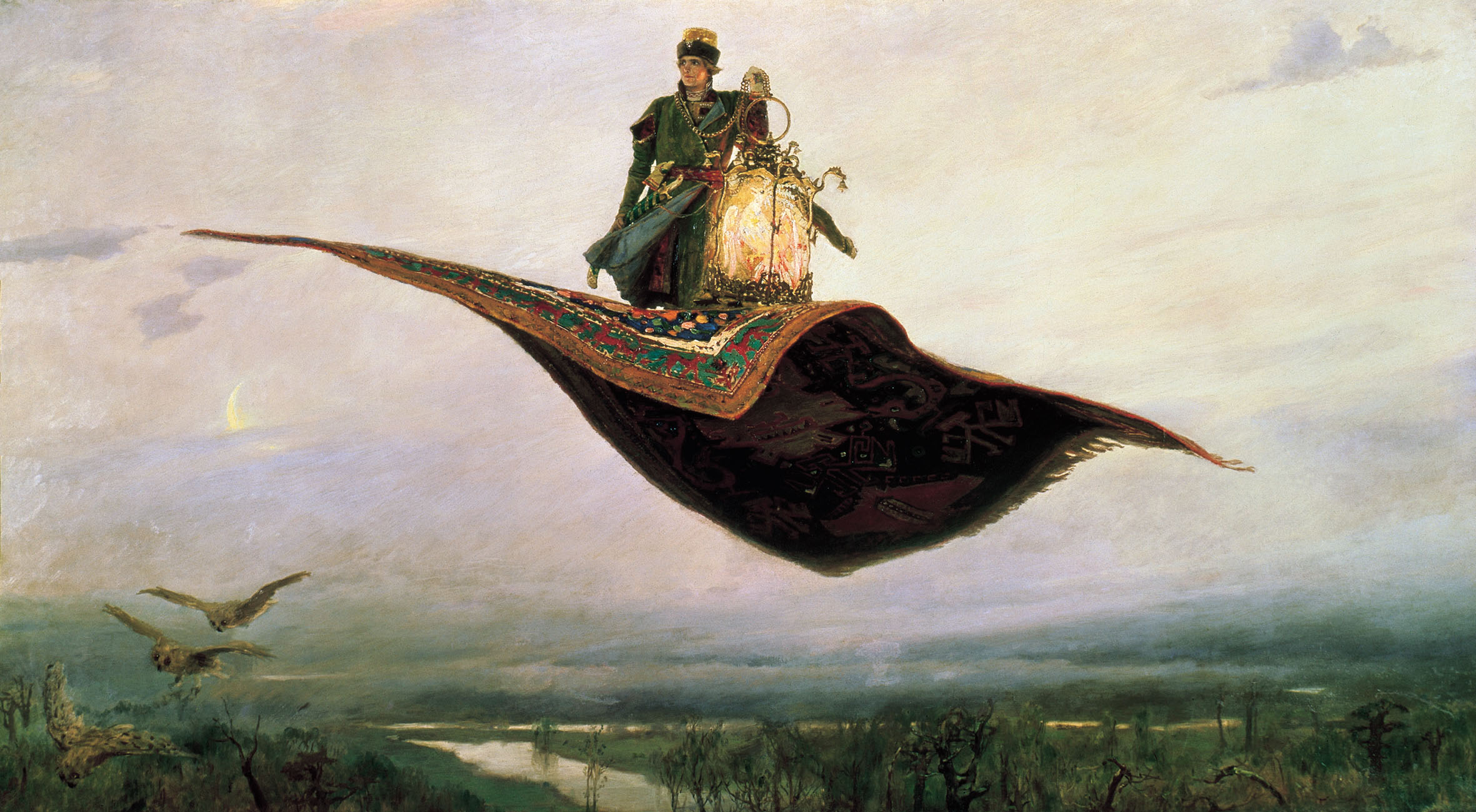
La catifa voladora. 1880
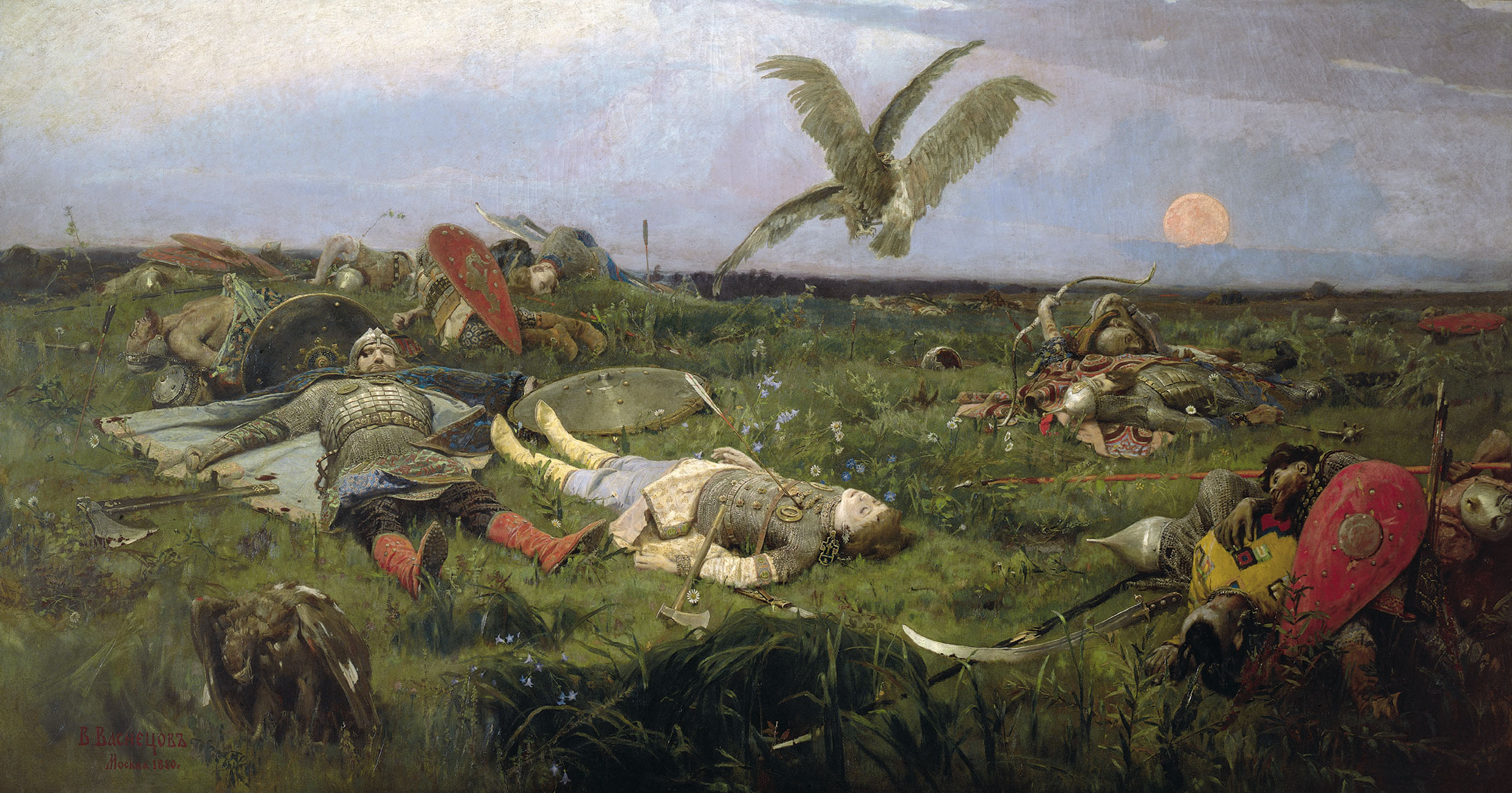
El camp de batalla entre Ígor Sviatoslàvitx i els polovtesos, 1889
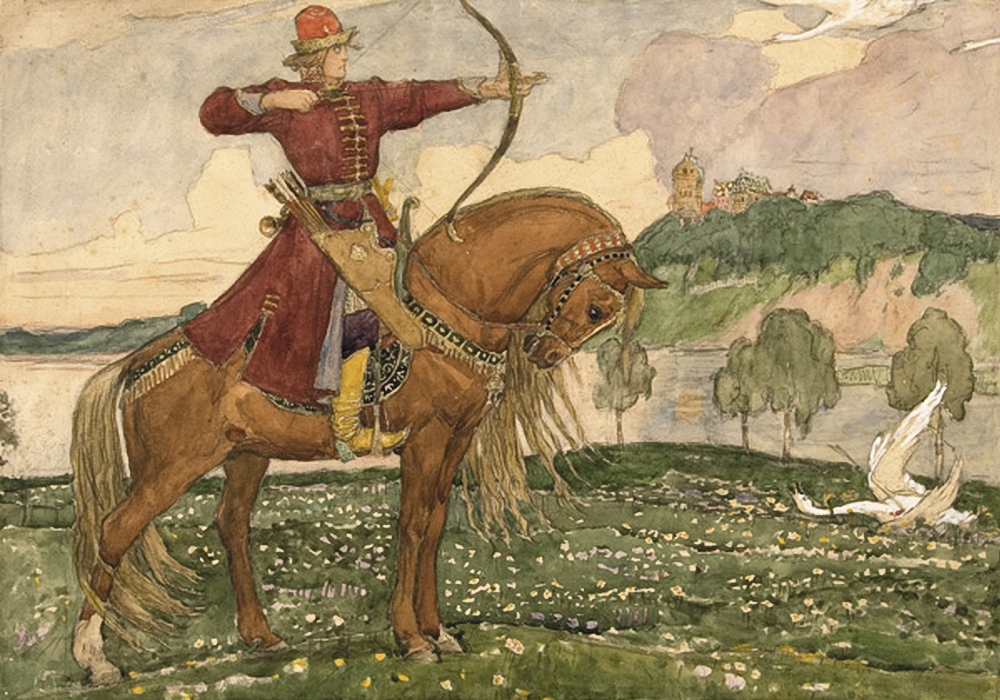
El tsarévitx Ivan i el cigne, principis del segle xx.